# Грахово (Росія)
Гра́хово (рос. Грахово, удм. Грах) — село, центр Граховського району Удмуртії, Росія.

## Населення
Населення — 3245 осіб (2010; 3438 у 2002).
Національний склад станом на 2002 рік:
- росіяни — 59 %

## Господарство
В селі діють ПТУ № 41, середня школа ім. А. В. Марченка, садочок, будинок культури «Лідер», районна лікарня, школа мистецтв, районний музей ім. Ашальчи Окі, центр соціального обслуговування населення, районна бібліотека, дитяча бібліотека, спортивна школа; працюють ТОВ «Агро», лісгосп, дільниця ВАт «Можгагаз», ТОВ «Грахово-Кераміка», хлібопекарня, молокоприйомний пункт ВАТ «Можгасир», видається районна газета «Сельская новь».

## Історія
Село було засноване 1813 року російськими переселенцями з села Хлистово Єлабузького повіту на чолі з Граховим Юхимом Йосиповичем. Указом від 31 березня 1836 року сільська каплиця, збудована на кошти Грахова, перетворена на церкву і освячена в ім'я Явлення Ікони Казанської Божої Матері (сучасна Христоріздвяна церква). 1850 року центр Макан-Пельгинської волості був перенесений до села Грахово, волость також була перейменована на Граховську. За даними 10-ї ревізії 1859 року в селі було 25 дворів та проживало 293 особи. 1842 року при церкві була відкрита церковно-парафіяльна школа, а 1884 року — училище-школа. 1872 року збудована земська лікарня випускником медичного факультету Казанського університету Н. М. Селюгіним (похований в селі).

## Урбаноніми[3]
- вулиці — 50 років Перемоги, 70 років Жовтня, Аеродромна, Азіна, Ачинцева, Ашальчи Окі, Берегова, Вишнева, Гагаріна, Дорожна, Зарічна, Квіткова, Колпакова, Комарова, Комунальна, Кооперативна, Лікарняна, Лучна, Меліоративна, Молодіжна, Муфтеєва, Набережна, Нижня, Нова, Першотравнева, Північна, Піонерська, Польова, Прокомбінатська, Радянська, Райдужна, Садова, Сонячна, Соснова, Спортивна, Травнева, Удмуртська, Чапаєва, Ювілейна
- провулки — Будівельний, Жовтневий, Лісгосповський